# 安積国造神社秋季例大祭

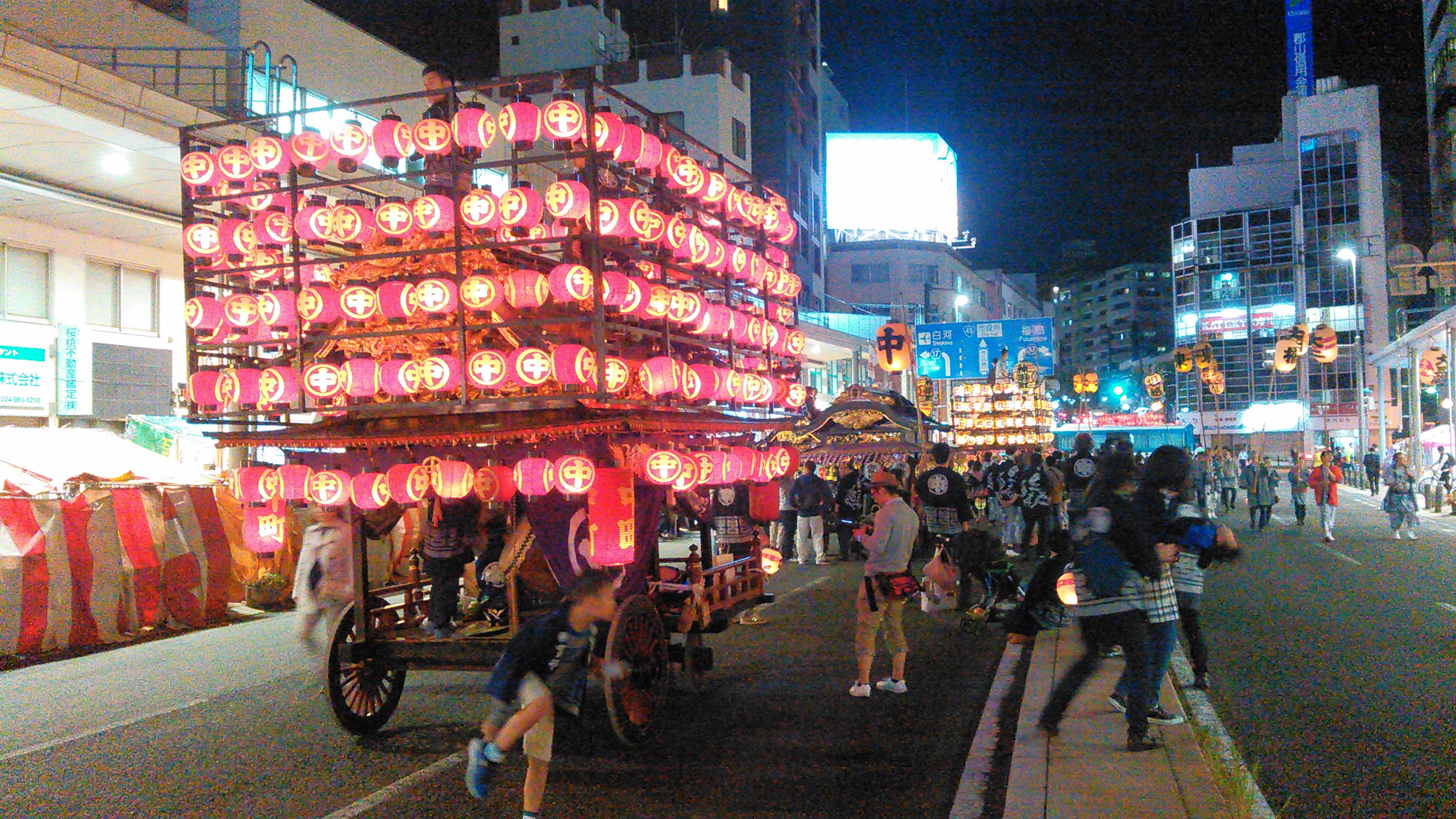
山車行列（2017年9月）

安積国造神社秋季例大祭（あさかくにつこじんじゃしゅうきれいたいさい）は、福島県郡山市で毎年9月27日から29日の3日間に開催される祭事であり、郡山地方の秋の代表的な祭りである。

## 概要
毎年9月27日から29日まで行なわれる、五穀豊穣と繁栄を感謝する祭り。江戸時代に二本松市と同じ二本松藩に属していたことや、現在の山車の製作の経緯（後述）などから、二本松提灯祭りの影響が見られる。また、郡山うねめまつりが全市で一体となるための祭りであるのに対し、この祭りはほぼ旧市街だけで行なわれる。
初日は安積国造神社にて主に神事などが行なわれ、2日目と3日目は近所の子供たちが押す山車や神輿が郡山駅前周辺や参道などを練り歩く。

## 内容

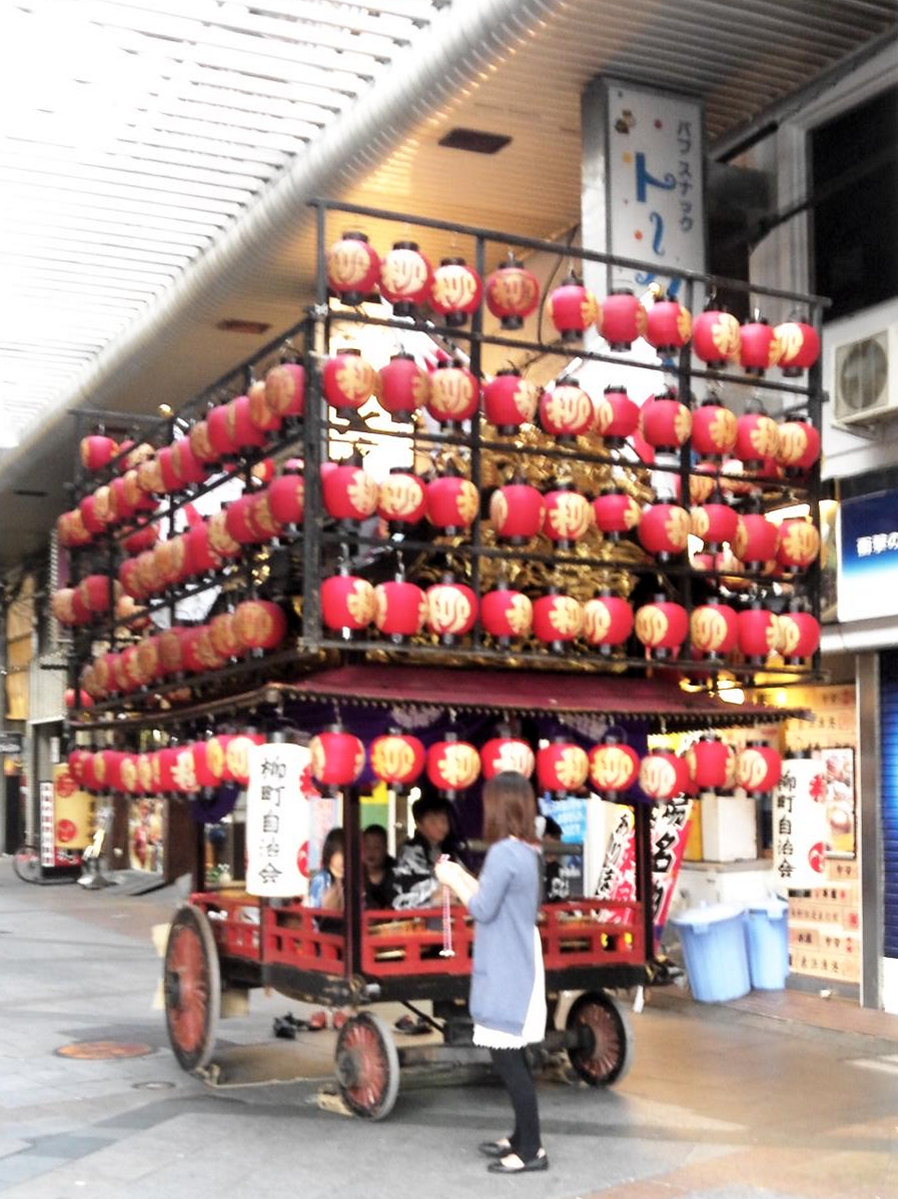
出発前の山車

安積国造神社では9月27日に例大祭式典や子ども相撲が行なわれ、28日、29日は午後6時から御神楽殿にて、安積地方に伝わる伝統の神事芸能である十二神楽が奉奏される。
また、駅前大通り周辺では、28日の午後7時から17町会の太鼓台型の山車が駅前大通りに集まり、同神社に伝わる「八幡ばやし」を奏でて子供たちに押されながら練り歩く。そして、最終日の29日には午後7時から3社の本神輿と28の神輿が駅前大通りに集まり、神社へと進む。
参加町会（五十音順）
| - 赤木 - 安積粋連 - 大一 - 大二 - 大三 - 北町 - 蔵場 - 咲田 | - 清水台 - 神明町 - たちばな - 坦ノ越 - 堤下 - 堂前 - 虎一 - 虎二 | - 中町 - 方八町 - 細沼 - 本一 - 本二 - 本三 - 本四 - 本五 | - 本神輿三社 - 南通 - 宮本 - 柳一 - 柳二 |

## 歴史
起源ははっきりしないが、江戸時代中期には祭りが行なわれており、1738年（元文3年）からは山車が、また、1765年（明和2年）からは神輿が出るようになったと伝えられる。
文政7年（1824年）には郡山が宿場町に昇格し、その祝いに舞台がついた大屋台の山車が造られ始めた。大屋台の舞台では下野国烏山や地方回りの役者による歌舞伎などが演じられた。しかし明治時代以降になると、その大きさで電線が邪魔になることや、道路事情により運行が困難となり、やがては姿を消した。
その後、大戦による中断を経て、戦後は再び祭りが行なわれるようになった。しかし、山車や神輿は手作りでみすぼらしいものが多かったため、二本松市出身で家具店を営んでいた商人らが中心となって本町一丁目で太鼓台山車の製作が提唱され、1952年（昭和27年）、かつての大屋台の部品なども流用して現在の形の初代の山車が完成した。このような経緯から、現在の山車やお囃子は二本松のものが手本となっている。

## アクセス
- JR郡山駅下車すぐ（神社までは徒歩約8分）